# Humanidades digitales

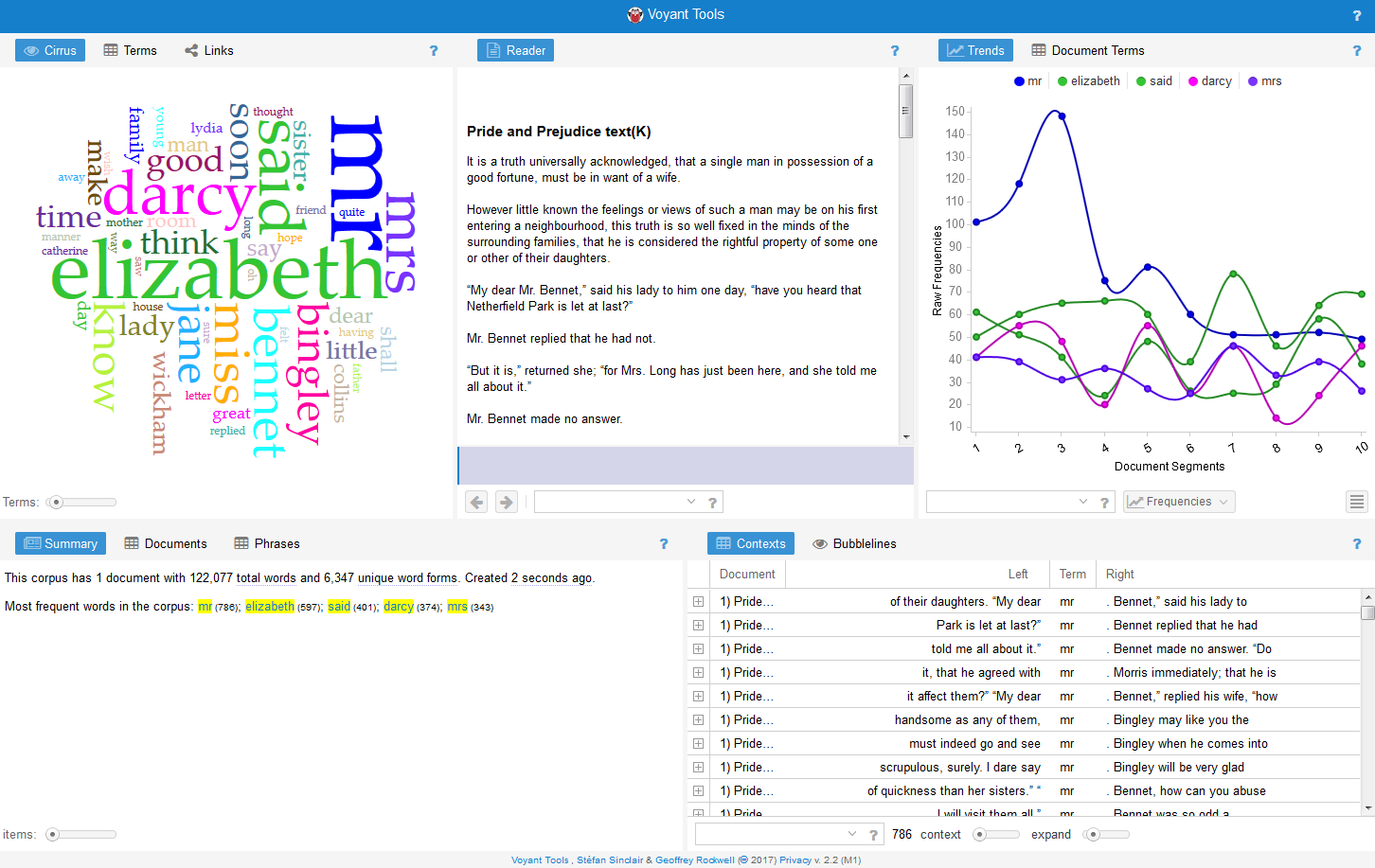
Ejemplo del programa de análisis textual Voyant Tools, que se utiliza para estudiar la novela Orgullo y prejuicio de Jane Austen.

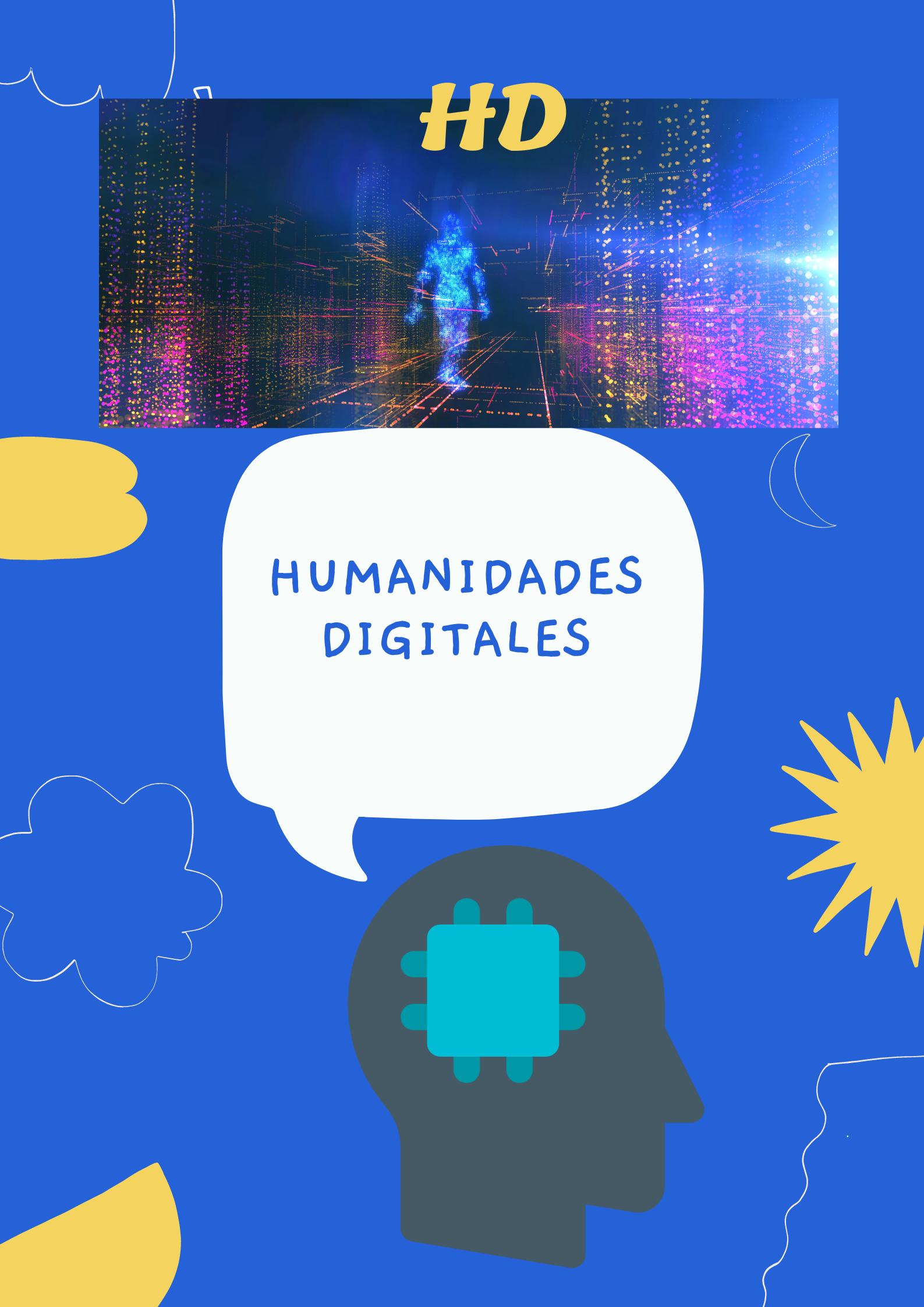
HD

Humanidades digitales es un área múltiple de investigación instrumental, aplicaciones y construcción digital en la que converge el uso de la informática, en amplio sentido, con las ciencias humanas. 
Enfocadas a intervenir rentablemente sobre la diversidad de campos propios de las Ciencias humanas, tienen como herramienta principal las nuevas tecnologías así como la utilización de plataformas digitales, desarrollos de Software y en general medios electrónicos o digitales. Pueden contribuir muy notablemente tanto a la difusión del conocimiento, y en general la cultura, como a reorganizar datos e información a gran escala, lo cual puede permitir el acceso a una visión global del objeto de estudio, u otras posibles indagaciones mediatas.

## Concepto
Las humanidades digitales constituyen en cierto modo una forma de re-imaginar las humanidades, retomando el objetivo de estudiar el desarrollo del ser humano en relación con su historia y cultura mediante las nuevas posibilidades de creación y difusión del conocimiento. Establecen asimismo la oportunidad de devolver a las humanidades su importancia social. Anteriormente conocidas en el ámbito hispánico como informática humanística, ha cambiado su nombre en varias lenguas y regiones, permitiendo una mayor conexión entre la cultura humana y la tecnología. 
La palabra ‘digital’ ofrece una imagen menos técnica que el término ‘informática’, que une un formato de almacenamiento y transmisión binario de datos con algo humano, los dedos, poniendo algo muy técnico en manos de la sociedad y a la vez (al menos en castellano) parece poner más énfasis en ‘las humanidades’ al elevarlas de adjetivo a sustantivo. 
Las humanidades digitales abarcan numerosos y variados objetos de estudio, desde el diseño y mantenimiento de colecciones digitales hasta el análisis de datos culturales a gran escala. A menudo conocidas por la abreviatura HD, en la actualidad las Humanidades digitales incluyen tanto materiales y patrimonio digitalizados como artefactos originados en el medio digital. Para su ejercicio, combinan las metodologías y materiales propios de las disciplinas humanísticas tradicionales (historia, filosofía, filología, lingüística teórica, lingüística aplicada, historia del arte, arqueología, música y estudios culturales) y de las ciencias sociales con el uso de herramientas informáticas (bases de datos, visualización de datos, recuperación de la información, minería de datos, estadística) y la edición digital. 
En su aplicación a la investigación, las humanidades digitales, relacionables con el concepto de e-Research, crean imbricaciones tanto epistemológicas como aplicativas, produciendo modelos instrumentales de interpretación de la realidad, por ejemplo: bases de datos, grafos, topografías y mapas electrónicos, reconstrucciones infográficas, diferentes modalidades de edición electrónica, bibliotecas digitales, entre otros.

## Historia

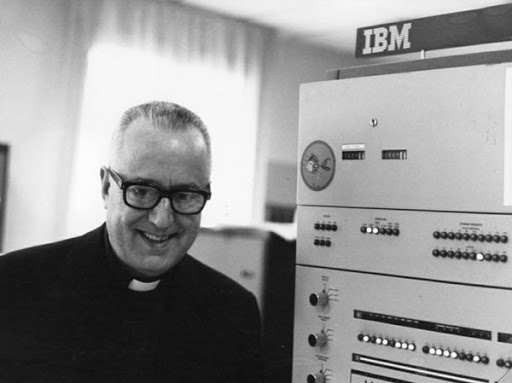
Es considerado el padre de las Humanidades Digitales.

Se suele considerar al jesuita italiano Roberto Busa como el fundador de las Humanidades digitales por su uso del ordenador para realizar la lematización de las obras de santo Tomás de Aquino durante la década del cuarenta del siglo XX. Ya desde entonces, el trabajo con corpus lingüísticos constituye una de las áreas destacadas en las Humanidades digitales. 
Durante la Segunda Guerra Mundial, entre 1941 y 1946, comencé a buscar máquinas para la automatización del análisis lingüístico de textos escritos. Los encontré, en 1949, en IBM en la ciudad de Nueva York. Hoy, como un anciano patriarca (nacido en 1913) estoy lleno de asombro por los desarrollos desde entonces; son enormemente mayores y mejores de lo que entonces podría imaginar. Digitus Dei est hic! ¡El dedo de Dios está aquí! 
A inicios del siglo XX se empezó a relacionar el crecimiento humano con el desarrollo tecnológico y esto generó la posibilidad de responder diferentes preguntas que se están realizando desde hace más tiempo. Después de la Segunda Guerra Mundial comienza la experimentación con la utilización de tecnologías computacionales y el examen de elementos culturales en particular la literatura. En la década de los 90´s la revolución de los computadores personales y de la World Wide Web (WWW) aceptan la configuración de lo que es hoy en día conocemos por humanidades digitales. 
En el ámbito del español los trabajos se iniciaron en 1971 en Madrid, con Francisco A. Marcos Marín y México con Luis Fernando Lara, ambos vinculados a la Escuela de Pisa (Italia) y la figura de Antonio Zampolli. El primero trabajó  en el Centro de Cálculo de la Universidad Complutense, posteriormente con Fundesco y con el Centro de Investigación IBM de la Universidad Autónoma de Madrid y de Heidelberg. También en el Área de Industrias de la Lengua de la Sociedad Estatal  Quinto Centenario y como director del grupo de EUROTRA en Madrid.
La creación de la Text Encoding Initiative se considera uno de los hitos más importantes durante el período en que la disciplina se conoce como Humanities Computing. La Text Encoding Initiative tiene su origen en 1987 y la primera versión de sus recomendaciones para codificar textos electrónicos fue publicada en 1994.
Durante los años noventa la mayoría de proyectos digitales tuvieron lugar en Estados Unidos e Inglaterra (por ejemplo Women Writers Project, Rossetti Archive y William Blake Project) aunque en el ámbito hispánico también se pueden encontrar algunos ejemplos tempranos (ADMYTE, BIDISO, PhiloBiblon o TESO).
Hasta mediados de 2000 la disciplina se llamó Humanities Computing. El cambio de nombre suele atribuirse a John Unsworth, editor del libro A Companion to Digital Humanities (2004). En España, durante los primeros años del siglo XXI, en ocasiones se utilizó la expresión "Informática humanística" siguiendo el modelo italiano. A partir de 2003 se pueden encontrar los primeros usos de la expresión "Humanidades digitales" en trabajos académicos publicados en lengua española.

## Definición
Las Humanidades digitales pueden ser definidas como un área que aplica los conocimientos de las nuevas tecnologías a los problemas de las ciencias humanas. No se trata solo de integrar nuevas herramientas al campo de las humanidades, sino de establecer un diálogo entre disciplinas que dé lugar a un movimiento unificador y acogedor. David M. Berry describe el Giro Computacional que se da en las humanidades cuando las técnicas computacionales afectan a todos los aspectos de las disciplinas. Las técnicas computacionales no son solo un instrumento al servicio de los métodos tradicionales, sino que tienen un efecto en todos los aspectos de las disciplinas.  Estas introducen nuevos métodos para la identificación de nuevos patrones en los datos, que van más allá de la narrativa y comprensión tradicionales, y permiten  la modularización y recombinación de las disciplinas, más allá del ambiente académico tradicional. Precisamente esta comunidad académica tiene como objetivo renovar la epistemología y los métodos analíticos haciendo compatible la investigación con las necesidades sociales.

### Objetivos de HD
- La creación de bases de datos a partir de recursos digitales para el desarrollo de nuevas estrategias de trabajo que permitan crear, organizar y analizar información, esto con el fin de generar conocimiento que permita el avance en el estudio de las Humanidades.[15]
- También busca la transformación de lo humanísticamente tangible al mundo digital, para su preservación y difusión.

## Principales centros y aspectos de utilización de las HD
Bibliotecas: Un gran reto, constantemente incrementado y evolucionado, en el mundo de las bibliotecas consiste en el acoplamiento y, a su vez, la facilitación de toda información en línea útil a las necesidades del investigador y, de cumplirse esto, alcanzar un mayor acceso a otros conjuntos de información en diferentes versiones y medios. 

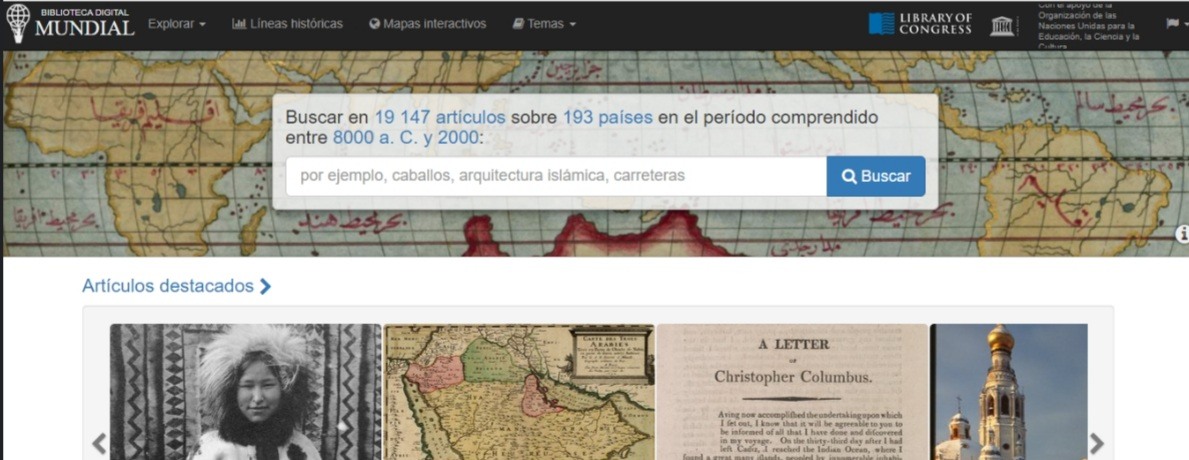
Biblioteca Digital Mundial, está cuenta con el apoyo de Naciones Unidas.

Museos:  La nueva visión del arte digital ha permitido que los museos hoy día se han podido crear diferentes colecciones digitales, gracias a la tecnología se ha realizado un trabajo colaborativo en los Museos digitales y esto aumenta las posibilidades de intervención, conservación, interpretación, conocimiento sobre el artista, entre otros.
Promoción de la lectura: Mediante el diseño digital de libros, folletos y otros materiales promocionales, listas de lecturas digitales. Además, la digitalización del contenido humanístico hace del ciberespacio un espacio de encuentro y diálogo entre lectores-lectores y lectores-autores que se reúnen a tratar una gran diversidad de temas: libros que leen, autores favoritos y sugerirse lecturas.
Docencia y educación: enseñar y aprender humanidades ya no solo es tener el conocimiento de la asignatura, implica a ahora saber trasmitirlo utilizando las herramientas actuales (TIC y HD) aprender y enseñar a encontrar en los sitios web correctos, analizar esta información y convertirla en competencias para su desarrollo.
Problemas humanos: Proveen de nuevos marcos interpretativos para aproximarse a los problemas humanos. Más que una serie de tecnologías para legitimar ciertas posturas a través de la datificación, pueden significar nuevas formas de interacción y de pensamiento.
Artes: La digitalidad, por medio de los hipertextos, las narraciones lúdicas e inmersivas y la interacción entre comunidades digitales, efectúan nuevas aproximaciones destinadas a manejar y repensar los contextos que rodean a los individuos.

## Enfoque de las HD
Las humanidades digitales, característicamente abiertas al mundo, constituyen una innovadora y atractiva forma de producir e interpretar la experiencia humana, de representar la realidad mediante la ventajosa utilización de los nuevos medios tecnológicos. Con frecuencia, las HD se aplican al análisis de información y datos a gran escala, mediante un análisis computacional que permite alcanzar una visión más globalista de aquello que se estudia. Las posibilidades técnicas y de cubrimiento ofrecidas por las humanidades digitales permiten pensar varias temáticas de manera simultánea, incluir mayor cantidad de variables y de fuentes, a fin de poder ser examinadas; todo ello, mediante la transformación del proceso de investigación, recopilación, categorización, análisis y publicación de la información. Generan conocimientos, mediante el trabajo en equipo y el acceso abierto a la cultura. Además, esto no implica al solo uso de las tecnologías para la adquisición de conocimientos nuevo o diferente, sino que pasa por redefinir las maneras de recolectar datos y de sistematizarlos, a fin de proyectar un conocimiento más sabio, cuidadoso de nuestro entorno y de nosotros mismos

## Organizaciones
En el plano internacional la principal asociación es la Alliance of Digital Humanities Organizations (ADHO), que agrupa varias formaciones: The Association for Literary and Linguistic Computing (ALLC), la Association for Computers and the Humanities (ACH) y la Society for Digital Humanities/Société pour l'étude des médias interactifs (SDH/SEMI). La ADHO organiza el encuentro anual de las Humanidades Digitales en distintos países.
CenterNet es una red internacional que cuenta con unos 100 centros adscritos situados en 19 países que colaboran de manera conjunta en beneficio de la disciplina.
Varias comunidades lingüísticas han creado asociaciones de Humanidades digitales que se encuentran anualmente en los THATCamp para debatir y planificar proyectos, trabajos e iniciativas vinculadas con las Humanidades digitales.
En el ámbito hispánico se pueden citar las siguientes organizaciones:
- En México: la Red de Humanidades Digitales (RedHD) fue creado en junio de 2011 y posteriormente, en febrero de 2015, se constituyó como Asociación Civil.
- En España: la Asociación Humanidades Digitales Hispánicas (HDH) fue creada en noviembre de 2011.
- En Argentina: la Asociación Argentina de Humanidades Digitales (AAHD) fue creada a través de distintos encuentros entre julio de 2013 y febrero de 2014.[22] Instituto de Humanidades Digitales de la Universidad Nacional de La Plata fue creado en el año 2015.
- En la República Dominicana, el Observatorio de las Humanidades Digitales, (2015, UASD).
- En Puerto Rico, el Observatorio de Humanidades Digitales (2016).[23]
- En Colombia, la Red Colombiana de Humanidades DIgitales fue creada en el 2016[24] y el Grupo de Investigación de Humanidades Digitales de la Biblioteca Nacional de Colombia "De Punto a Pixel" fue creado en el 2017.[25]

Congresos
- IV Congreso Internacional de la Asociación de Humanidades Digitales Hispánicas (2019)

- I Congreso Internacional de Humanidades Digitales por la Universidad Católica de Valencia (mayo de 2022)

## HD en la América Hispánica
La modalidad de las contribuciones al trabajo y/o manipulación de la información para la investigación humanística es lo que se ha venido a denominar «humanidades digitales». 
Las humanidades digitales en la América Latina o Hispánica han vivido un relativo auge en los últimos años, contribuyendo a problematizar el aprovechamiento de herramientas computacionales destinadas a la investigación y difusión de las humanidades. Si bien internacionalmente las digital humanities se representan a sí mismas como comunidad abierta y con deseo de trabajar colaborativamente, el hecho en la práctica es que actúan con predominio de algunos países de habla inglesa, principalmente Estados Unidos, Reino Unido, Cánada y pocos países europeos. 
Las humanidades digitales en la región se están construyendo de forma diferente a las digital humanities del norte global, no sólo por la lengua, sino por “las condiciones de posibilidad actuales en torno al desarrollo de líneas de investigación e (infra)estructuras, y la financiación institucional” por lo que la creación de redes y asociaciones ha sido la forma de sortear estos problemas desde la periferia académica. 

#### Historia
Los primeros registros que se encuentran sobre actividades propiamente llamadas de humanidades digitales en la región tuvieron lugar con la impartición de cuatro talleres en septiembre de 2010, en México, que tuvieron que ver principalmente con la formación del campo. Lo que en última instancia llevó, en junio de 2011, a la formación de la Red de Humanidades Digitales en México con el objetivo de “promover y fortalecer la comunicación entre los humanistas digitales de la región, la formación de recursos humanos, la elaboración de documentación y buenas prácticas, la promoción de los proyectos de Humanidades Digitales, la difusión de eventos, así como el impulso, la discusión y el reconocimiento del campo”.
En el caso argentino, a partir del THATCamp Buenos Aires realizado en 2013, se formó la Asociación Argentina de Humanidades Digitales en 2014.
Por último, en el caso colombiano, como ya se ha dicho, después de diversas experiencias de trabajo humanista desde el medio digital, surgió la Red Colombiana de Humanidades Digitales en 2016.
Es importante destacar que existen fuertes lazos académicos entre estas tres agrupaciones, así como entre diversos grupos de humanistas digitales en Estados Unidos, España e Italia. Por ejemplo, en el caso mexicano, la Red de Humanidades Digitales pertenece a la Alliance of Digital Humanities Organizations que promueve y apoya la investigación y la enseñanza digitales en todas las disciplinas de las artes y las humanidades. En el caso argentino, ha habido una estrecha colaboración con España y en el caso colombiano es clara la relación con México y Argentina, cuyas experiencias ayudaron a formar su propia red. Además, en 2018 cuando la Red mexicana organizó la Conferencia de Humanidades digitales organizada por la ADHO,se llevó a cabo un encuentro de humanistas latinoamericanos en el que se trataron diversos temas sobre las humanidades digitales en la región y en la que se gestó #LatamHD, actualmente una lista de correos. Por último, las asociaciones de México, Argentina y Colombia organizan desde 2022 la Semana HD con el propósito de realizar una serie de actividades conjuntas en torno a las HD.
Grupos y asociaciones en la región:
- Red de Humanidades Digitales de México (2011)
- Red Colombiana de Humanidades Digitales (2016)

- Grupo de investigación en Humanidades Digitais de Brasil (2011)
- Associação das Humanidades Digitais de Brasil (2013).
- Asociación Historia Abierta de Colombia (2012)
- Asociación Argentina de Humanidades Digitales (2013)

Congresos
- Encuentro de Humanistas Digitales, organizado por RedHD(2012)
- Jornadas de Humanidades Digitales de Argentina (2014)
- Congresso de Humanidades Digitais en Portugal (2015)
- 5.º Encuentro de Humanistas Digitales en México por RedHD (2021)
- Seminario internacional «Textos hispánicos y Humanidades Digitales: perspectivas actuales» (2022)
- 6.º Encuentro de Humanistas Digitales en México por RedHD (2023)

Programas académicos:
- Maestría en comunicación y humanidades digitales de la Universidad del Claustro de Sor Juana, México (presencial)
- Maestría en humanidades digitales del Tecnológico de Monterrey, México (en línea)
- Maestría en humanidades digitales de la Universidad de los Andes, Colombia (Presencial con componente virtual)
- Diplomado Proyectos de Humanidades Digitales para la Bibliotecología, FFyL, UNAM
- Diplomatura en Humanidades Digitales, UCES
- Introducción a las humanidades digitales, UNAM (coursera)